# Kazimierz Gwiazdowski
Kazimierz Gwiazdowski (* 10. Juni 1962 in Radziłów) ist ein polnischer Politiker (ROP, AWS, PiS). Er war von 2006 bis 2011 und ist erneut seit 2015 Abgeordneter des Sejm in der V., VI., VIII., IX. und X. Wahlperiode.

## Leben und Beruf
Gwiazdowski hat eine mittlere technische Ausbildung. Bis 1984 arbeitete er bei der regionalen Landgewinnungsgesellschaft in Grajewo. Anschließend war er auf einem Bauernhof tätig, den er 1986 als Eigentümer übernahm.
Gwiazdowski ist verheiratet und hat zwei Töchter und zwei Söhne.

## Politik
Von 1988 bis 1991 war er Sołtys von Mścichy. In den Jahren 1990 bis 2006 war Gwiazdowski Wójt (Vogt) der Gmina Radziłów. Bei der Parlamentswahlen 1997 bewarb er sich vergeblich auf der Liste der Ruch Odbudowy Polski für einen Sitz im Sejm. Hingegen wurde er bei den Selbstverwaltungswahlen 1998 für die Akcja Wyborcza Solidarność zum Abgeordneten des Sejmik der neu gebildeten Woiwodschaft Podlachien der I. Wahlperiode (bis 2002) gewählt. Bei den Parlamentswahlen 2001 und 2005 kandidierte er jeweils auf der Liste der Prawo i Sprawiedliwość (PiS) für den Wahlkreis Białystok, errang jedoch kein Mandat. Bei den Selbstverwaltungswahlen 2006 wurde er für die PiS erneut zum Wójt und in den Sejmik der Woiwodschaft Podlachien gewählt. Von diesen beiden Ämter trat er im gleichen Jahr noch zurück, nachdem er als Nachrücker für Roman Czepe, der wegen seiner Wahl als Bürgermeister von Łapy sein Mandat abgegeben hatte, Sejmabgeordneter geworden ist.
Bei den Parlamentswahlen 2007 wurde er mit 7.545 Stimmen für die PiS wiedergewählt. Bei der Wahl 2011 verpasste er hingegen die Wiederwahl. Er wurde aber bei den Selbstverwaltungswahlen 2014 wiederum in den podlachischen Sejmik gewählt. Bei der Parlamentswahlen 2015 gelang ihm dann aufgrund des Wahlsieges der PiS die Rückkehr in den Sejm. Auch 2019 und 2023 wurde er in den Sejm gewählt.

## Ehrungen
- 1997 Silbernes Verdienstkreuz der Republik Polen[12]